# New Ferolle (dorp)
New Ferolle is een gemeentevrij dorp in de Canadese provincie Newfoundland en Labrador. De plaats bevindt zich aan de noordwestkust van het eiland Newfoundland en maakt deel uit van het local service district Reefs Harbour-Shoal Cove West-New Ferolle.

## Toponymie
De plaats New Ferolle dankt zijn naam aan het schiereiland waarop het ligt. Dat schiereiland werd in de 16e eeuw door Baskische walvisvaarders vernoemd naar de Galicische stad Ferrol, alwaar zij overwinterden. De prefix "New" werd toegevoegd om onderscheid te maken met het iets noordelijker gelegen natuurlijke haventje Ferolle (bij het dorp Plum Point). Vandaag staat deze bekend als Old Ferolle Harbour, grenzend aan Old Ferolle Island.

## Geografie
New Ferolle ligt aan de oostkust van het gelijknamige schiereiland. Dat ligt aan de westkust van het Great Northern Peninsula, het meest noordelijke gedeelte van Newfoundland. Het dorp ligt ten westen van Shoal Cove West, aan de oevers van de Saint Lawrencebaai. Ruim 2,5 km naar het westen toe ligt Ferolle Point met zijn vuurtoren.

## Demografie
Tussen 1991 en 1996 daalde het inwoneraantal van New Ferolle daalde van 119 naar 116.
Vanaf de volkstelling van 2001 worden er niet langer aparte censusdata voor New Ferolle bijgehouden, aangezien de plaats sinds dan valt onder de designated place (DPL) Reefs Harbour-Shoal Cove West-New Ferolle. Die DPL is een combinatie van de drie dorpen aan de noordkust van het schiereiland New Ferolle en kende tussen 1996 en 2016 een bevolkingsdaling van 50,1%.